# Hauptstraße 2 (Volkach)

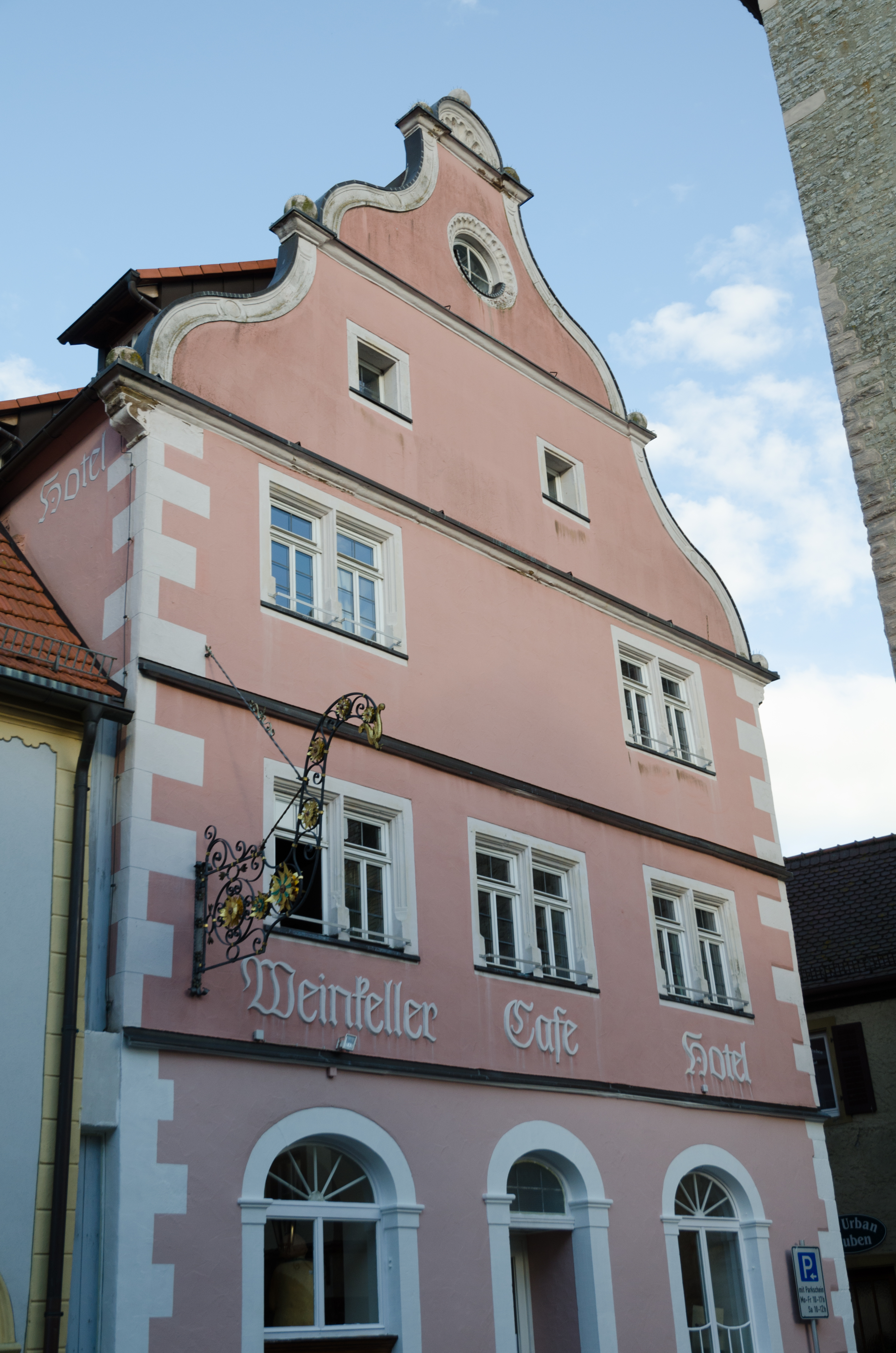
Das Haus Hauptstraße 2

Das Haus Hauptstraße 2 (früher Hausnummer 376) ist ein denkmalgeschütztes Gebäude in der Kernstadt des unterfränkischen Volkach. 

## Geschichte
Das Haus geht in seiner heutigen Form bereits auf die Zeit um 1600 zurück. Damals ließ der Würzburger Fürstbischof Julius Echter von Mespelbrunn die Volkacher Stadtmauer und die herrschaftlichen Baulichkeiten erneuern. Seine Untertanen in der Stadt, die durch den Weinbau zu einigem Reichtum gekommen waren, waren den neuesten Bautrends ebenfalls aufgeschlossen und gestalteten ihre Häuser nach dem Vorbild der Herrschenden. Die Namen der damaligen Besitzer des Hauses haben sich allerdings nicht überliefert.
Erstmals wurde im Jahr 1689 der Büttner Hans Pörtlein in Hausnummer 376 genannt. Er betrieb als Büttner einen wichtigen Betrieb in der Weinstadt, weil er Fässer für die Lagerung des Getränks herstellte. Noch 1698 ist Pörtlein im Haus nachzuweisen. Vor 1713 erwarb Hans Michael Malts das Anwesen neben dem Oberen Tor. Er betrieb, wie viele Volkacher, neben seinem eigentlichen Beruf noch Weinbau und besaß eine Hofstatt in der Oberen Vorstadt, mehrere Grundstücke und eine Kuh.
In der Folgezeit änderte sich die Nutzung des Hauses häufig. Mit Hans Jörg Braun wurde 1730 eine Bäckerei eingerichtet, 1736 lebte hier Martin Rauch, während bereits 1752 Johann Schmitts Witwe in der Anlage lebte. Sie vermietete das Hinterhaus 1755 an Johann Sebastian Wenglein, der als Kirchner in der Bartholomäuskirche tätig war. 1758 wohnte ein gewisser Herr Keyl zur Untermiete in der Wohnung des Sebastian Wenglein. Erst mit Johann Behr entstand wiederum eine Bäckerei in den Räumlichkeiten.
Nach weiteren Besitzerwechseln lebte 1803 Christoph Stocker im Haus. Er ging der „Borthenwirker-Profesion“ nach. Bereits 1811 lebte Anton Müller im Haus an der damaligen Marktstraße. 1839 wurde sein Haus genauer beschrieben. Es besaß einen Keller, einen angeschlossenen Stall und eine Kelter, um selbst Wein herzustellen. In der Mitte des 19. Jahrhunderts übernahm mit Carl Sebastian Leipold eine Familie das Anwesen, die länger hier leben sollte. Leipold ließ die Fassade vereinheitlichen.
Mit seinem Sohn Sebastian Leipold und seiner Ehefrau Maria wurde eine Metzgerei in den Räumlichkeiten eingerichtet. Die Metzgerei wurde 1920 von Andreas Braun übernommen. Noch 1951 betrieb Artur Braun die Metzgerei und vermachte das Haus 1984 an seinen Sohn Roman und seine Frau Katharina. 1999 erwarb Familie Breitenbach das Anwesen und ließ es zu einem Hotel und Café umbauen. Seit 2010 ist das Hotel im Besitz der Familie Pfaff-Düker.

## Beschreibung
Das Haus Hauptstraße 2 wird heute vom Bayerischen Landesamt für Denkmalpflege als Baudenkmal eingeordnet. Daneben ist es Teil des Ensembles Altstadt Volkach. Untertägige Überreste von Vorgängerbauten werden als Bodendenkmal geführt. Das Anwesen präsentiert sich als dreigeschossiger Satteldachbau. Es wurde giebelständig errichtet und mit einem schirmenden Schwinggiebel ausgestattet. Das Haus kann der Renaissance zugeordnet werden.
Besonders markant ist die reiche Gliederung der Fenstergewände, vor allem ihre Profilierung, die noch aus der Echterzeit stammt. Die Giebelspitze wird von einem Rundfenster mit Rosettenrahmung beherrscht. Daneben wurde der Bau durch vier Gurtgesimse gegliedert. Ein Segmentbogenfries aus der Errichtungszeit ist in der Seitengasse am Nebengebäude zu finden. Bei einem Umbau im letzten Jahrzehnt des 20. Jahrhunderts entstand die Fassade teilweise neu. Sie präsentiert sich mit drei Rundbogenöffnungen. Die linke führt in das Kellergeschoss.